# André Filipe Silva Pinto
André Filipe Silva Pinto (sinh ngày 29 tháng 4 năm 1994 ở Árvore - Vila do Conde) là một cầu thủ bóng đá người Bồ Đào Nha thi đấu cho Vizela, ở vị trí tiền vệ.

## Sự nghiệp câu lạc bộ
Vào ngày 31 tháng 7 năm 2016, Pinto có màn ra mắt cho Vizela trong trận đấu tại Cúp Liên đoàn bóng đá Bồ Đào Nha 2016–17 trước Fafe.